# Östesttjärnen (Kalls socken, Jämtland)
Östesttjärnen är en sjö i Åre kommun i Jämtland och ingår i Indalsälvens huvudavrinningsområde. Sjön har en area på 0,0604 kvadratkilometer och ligger 548,7 meter över havet.

## Delavrinningsområde
Östesttjärnen ingår i det delavrinningsområde (707886-137155) som SMHI kallar för Inloppet i Sandtjärnen. Medelhöjden är 689 meter över havet och ytan är 17,05 kvadratkilometer. Det finns inga avrinningsområden uppströms utan avrinningsområdet är högsta punkten. Vattendraget som avvattnar avrinningsområdet har biflödesordning 2, vilket innebär att vattnet flödar genom totalt 2 vattendrag innan det når havet efter 370 kilometer. Avrinningsområdet består mestadels av skog (43 procent) och kalfjäll (55 procent). Avrinningsområdet har 0,43 kvadratkilometer vattenytor vilket ger det en sjöprocent på 2,5 procent.